# 書庫

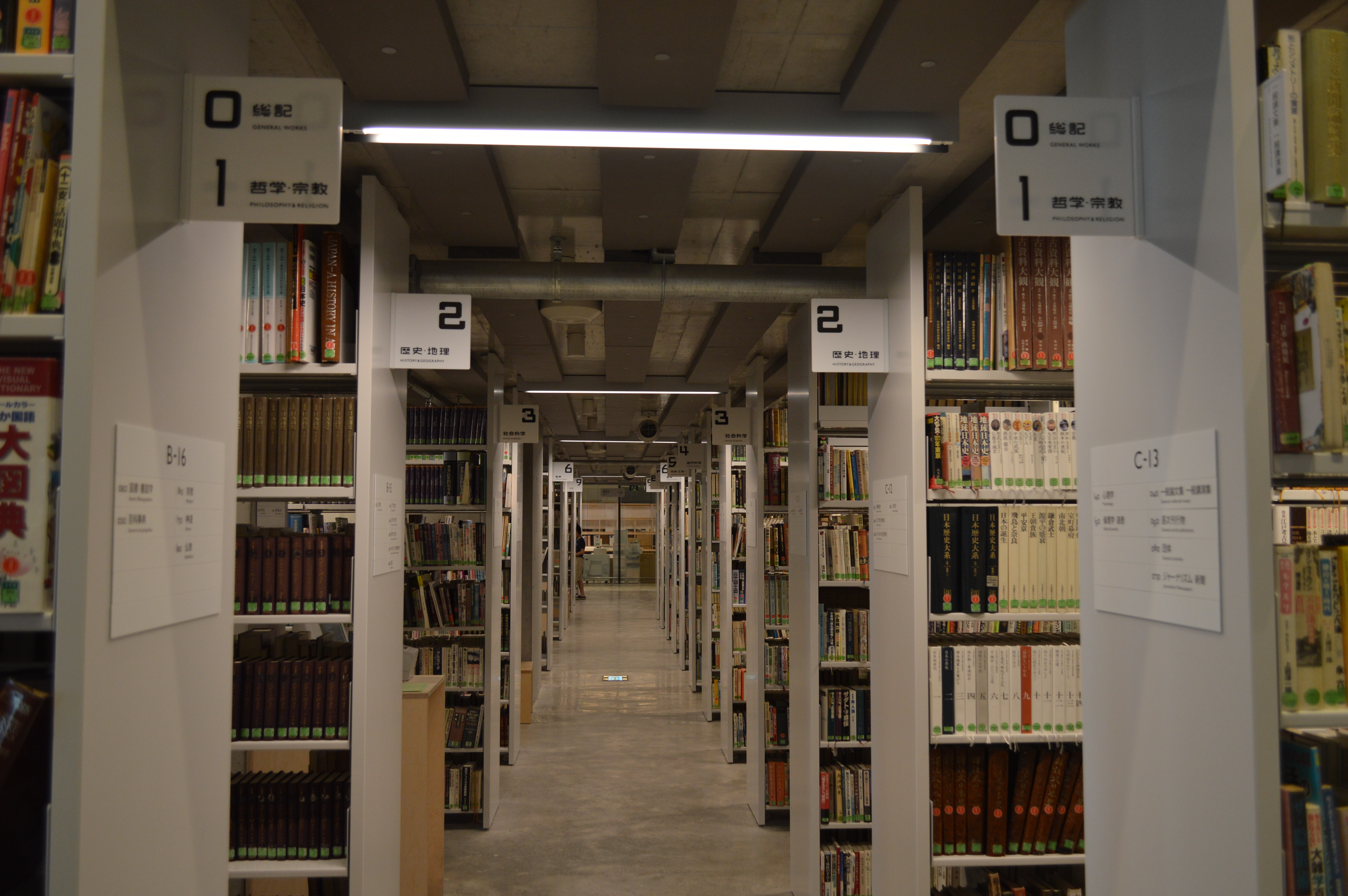
岐阜市立中央図書館の書庫

書庫（しょこ、bookstacks）は、書物を保存格納することを目的とした建物・あるいは部屋のことを指す。文庫、文殿、経蔵などと呼ばれる場合もある。書籍等を収める家具を「書庫」と称する場合もあるが、そのようなものは多くの場合「本棚」などと呼ばれ区別される。

## 図書館などにおける設備としての書庫
図書館などの場合、区切られた一室に多数の書棚などが設置されており、資料はそこへ収める。移動式書架を利用してより多くの資料を収蔵している施設も多い。書庫は開架式図書館、閉架式図書館のいずれにもあるが、開架式図書館であってもほとんどの場合は、書庫への一般利用者の立ち入りは認められていない。そのため、書庫の資料を、閲覧したり、借りたい場合は、司書に申し出て、職員に書庫から資料を持って来てもらう必要がある。また、開架式図書館においては多数の書棚が閲覧スペースに配置されており、書庫と利用者スペースを一部兼用しているといえるが、この利用者スペースを書庫と呼ぶことはまずしない。
資料の劣化や損傷を防ぐため、書庫として設計された設備には窓がなく温湿度がほぼ一定に保たれている。

## 歴史

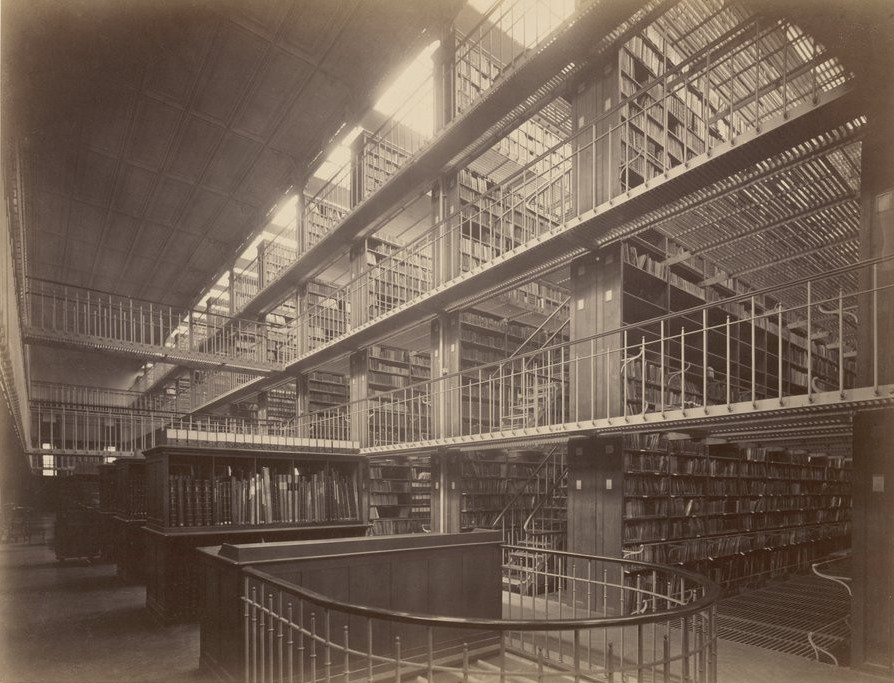
フランス国立図書館の積層書庫

書庫を言葉の定義どおり、単に書物を保存格納するための建物・倉庫とした場合、イギリスの考古学者オースティン・ヘンリー・レヤードがニネヴェで発見した紀元前7世紀ごろのアッシュールバニパルの図書館が最古とされる。ここには2万点を超える粘土板が保存されていた。ヘンリー・ペトロスキーは書庫を「図書館の蔵書を閲覧室とは別で収納するために確保した空間」と定義し、書庫の誕生と発達は、そうした必要性が高まった19世紀ごろに生じたとしている。
日本では、8世紀初頭「大宝律令（701年制定）で設置された「二官八省」の一つに「図書寮」という組織があった。国家管理の図書施設のルーツにあたる。
現在の書庫の原型となる建物はアンリ・ラブルーストが手がけたサント・ジュヌヴィエーヴ図書館が先駆であり、その後フランス国立図書館で4層建ての金属製積層書架を誂えた書庫を建設している。その後アンガス・スニード・マクドナルドによって書架の工業化が実現すると、それまでの閉架式から開架式への転換が公共図書館を中心として進み、同時に書庫の位置づけにも影響を及ぼした。